# Leto (motorfiets)
Leto is een historisch merk van motorfietsen.
De bedrijfsnaam was: Hans Lehmann, Bolander.
Dit was Duits merk dat 173- en 196cc-Rinne-tweetaktmotoren met verdampingskoeling in eigen frames bouwde. De productie begon in 1926, toen de naoorlogse motorboom in Duitsland al ten einde liep. Lehmann beëindigde de levering van zijn motorfietsen dan ook al in 1928.